# Yog-Sothoth
Yog-Sothoth a lovecrafti mitológia egyik leghatalmasabb teremtménye, mondhatni kulcsfigurája. Neve gyakran felbukkan Lovecraft és követőinek írásaiban, de alakja meglehetősen homályos. Azok, akik látták, vagy látni vélték, színjátszó fénybuborékok óriási, folyton változó tömegeként írták le. Általában úgy emlegetik, mint a határok urát, a kapuk őrét, a bejáratok kulcsát, az utak megnyitóját, ami arra utal, hogy uralja a teret és az időt, vagyis képes térben és az időben bárhol, bármikor megjelenni, és a párhuzamos univerzumok, a síkok között közlekedni. Pontosabban nincs is szüksége arra, hogy ugráljon a térben és az időben, vagy hogy utazzon az eonok és a világok között, mivel ő egy olyan helyben és időben tartózkodik, ahol minden összeér, ahol nincs itt, ott és amott, nincs ideát és odaát, nincs múlt, jelen és jövő, ahol csak egyetlen pont és pillanat létezik, de ez a pont és ez a pillanat minden ponttal és minden pillanattal azonos. A vele szövetkező mágusokat hozzásegíti más világok megismeréséhez, de akár az időben és a térben való ugrásra is megtaníthatja őket. Minden bizonnyal tőle származhatnak azok a mágikus üvegek és kristályok, amelyek más világokra nyíló ablakokként szolgálnak.
Maga Lovecraft a következő szavakkal mutatja be őt A toronyszoba ablaka (The Gable Window) című novellájában. "...egy a mindenségben és mindenség az egyben, nincs alávetve a tér és az idő törvényeinek, együtt létezik az idővel és azonos lényegű a térrel." Bár nem tesz említést róla, a történetben szereplő lengi üveg, amely idegen világokra nyíló ablakként, illetve átjáróként szolgál, minden bizonnyal Yog-Sothoth ajándékaként került a Földre.